# Hank Landry
Hank Landry tábornok a német-kanadai-amerikai Csillagkapu, Csillagkapu: Atlantisz című sci-fi sorozatok szereplője, az Amerikai Egyesült Államok Légierejének tábornoka. Megformálója Beau Bridges.

## Szerepe
A Csillagkapu 9. évadától csatlakozott a sorozathoz, Hammond tábornok helyét vette át a Csillagkapu Parancsnokság vezetőjeként.
Landry a vietnámi háború pilótája volt, ahol megismerkedett egy vietnámi nővel, Kim Lammal. Született egy lányuk, Carolyn Lam, azonban a katonai szolgálat miatt Landry nem tartotta a kapcsolatot családjával. Carolyn orvos lett és a sorozat 9-10. évadában csatlakozott a Parancsnoksághoz (Lexa Doig). A 10. évad A család köteléke című részében a család újra egymásra talál.
Landry egy tisztességes, intelligens, higgadt és jó humorú ember. Az őt alakító Beau Bridges szerint Landry szereti embereit harcba küldeni. Nagy teher, hogy meg kell védeniük országukat az egész galaxissal szemben, de azt is felismeri, hogy akárcsak maga, emberei is emberi lények. Elismeri Carter tudását, és Daniellel szemben türelemre van szüksége, hogy rájöjjön, milyen fontos darabja is ő a kirakónak. Szintén elismeri Teal'c harci tudását és igyekszik Valából is kihozni a legtöbbet.

## Az őt formáló színész
A sorozat producerei szerint a szerepet épp Beau Bridgesnek, a saját állítása szerint is nagy sci-fi rajongónak szánták. Együttműködtek Bridgesszel a szereplő hátterének alakításában még a 9. évad epizódjainak írását megelőzően. A színész híres amerikai tábornokok élettörténetét tanulmányozta, hogy a szerepet megfelelően tudja alakítani. Nem tett különösebb erőfeszítéseket arra, hogy figuráját megkülönböztesse O'Neill tábornokétól, bízott abban, hogy a szereplő megállja a helyét.